# Bank of Pansin Headquarters
Le Bank of Pansin Headquarters  est un gratte-ciel de 168 mètres de hauteur construit en 2009  dans le district de Banqiao de Nouveau Taipei, à Taïwan. Avec la flèche, sa hauteur totale est de 180 mètres.
L'immeuble a été conçu par l'agence d'architecture de Hong Kong P & T Architects & Engineers, par l'agence Huang Xiang-Long Architects & Associates, et l'agence AOE.